# Lea Glob
Lea Glob née le 20 août 1982 à Mariager, est une réalisatrice et documentariste danoise. 

## Biographie
Lea Glob étudie le cinéma à la National Film School du Danemark dont elle est diplômée en 2011.
En 2012, elle réalise avec Petra Costa, Olmo and the Seagull.
En 2016, elle réalise avec Mette Carla Albrechtsen, Venus. Ce documentaire interroge  de jeunes femmes sur leur sexualité.
En 2022, elle réalise Apolonia, Apolonia. Il s'agit d'un double portrait à la fois celui de la peintre Apolonia Sokol et d'elle-même. Léa Glob a filmé pendant quatorze ans l'artiste. Toutes les deux, leurs regards et leurs vies ont évolué.

## Filmographie partielle

### Court métrage
- 2011 : My Father Kasper Hojat[3]

### Longs métrages
- 2015 : Olmo et la mouette (coréalisation : Petra Costa)
- 2017 : Venus (coréalisation : Mette Carla Albrechtsen)
- 2019 : Love Child
- 2022 : Apolonia, Apolonia, documentaire sur l'artiste Apolonia Sokol

## Prix et distinctions
- prix du Prix du jeune jury, Festival international du film de Locarno, 2015[4]
- premier prix, International Documentary Festival Amsterdam, Amsterdam, 2022[5]
- prix Carl Th. Dreyer, 2024[6]